# Susami (Wakayama)
Susami (すさみ町 Susami-chō?) es un pueblo localizado en la prefectura de Wakayama, Japón. En junio de 2019 tenía una población estimada de 3.727 habitantes y una densidad de población de 21,4 personas por km². Su área total es de 174,45 km².

## Geografía

### Localidades circundantes
- Prefectura de Wakayama
  - Kushimoto
  - Kozagawa
  - Shirahama

## Demografía
Según los datos del censo japonés, esta es la población de Susami en los últimos años.
| Año del censo | Población |
| ------------- | --------- |
| 1995          | 6.066     |
| 2000          | 5.952     |
| 2005          | 5.293     |
| 2010          | 4.730     |
| 2015          | 4.127     |